# Packraft

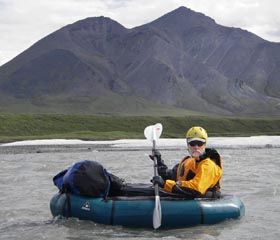
Un Alpacka Raft propulsé avec des pagaies doubles de kayak

Un packraft (terme anglais) désigne un petit bateau gonflable conçu pour être facilement transportable dans un sac de randonnée (légèreté, faible encombrement). Un packraft permet à un randonneur à pied ou à vélo de traverser des étendues d'eau (rivière, lac, fjord) ou de se déplacer sur des rivières de classe I à V. La plupart des packrafts modernes sont conçus en TPU (Polyuréthane Thermoplastique), un tissage alliant légèreté et résistance.

## Description
Un packraft moderne se présente généralement comme un bateau gonflable de petite taille (un à deux passagers), de faible poids (1 à 5 kg), avec des formes inspirées par les rafts, les canoës ou kayaks gonflables. On distingue trois grandes familles de packrafts :

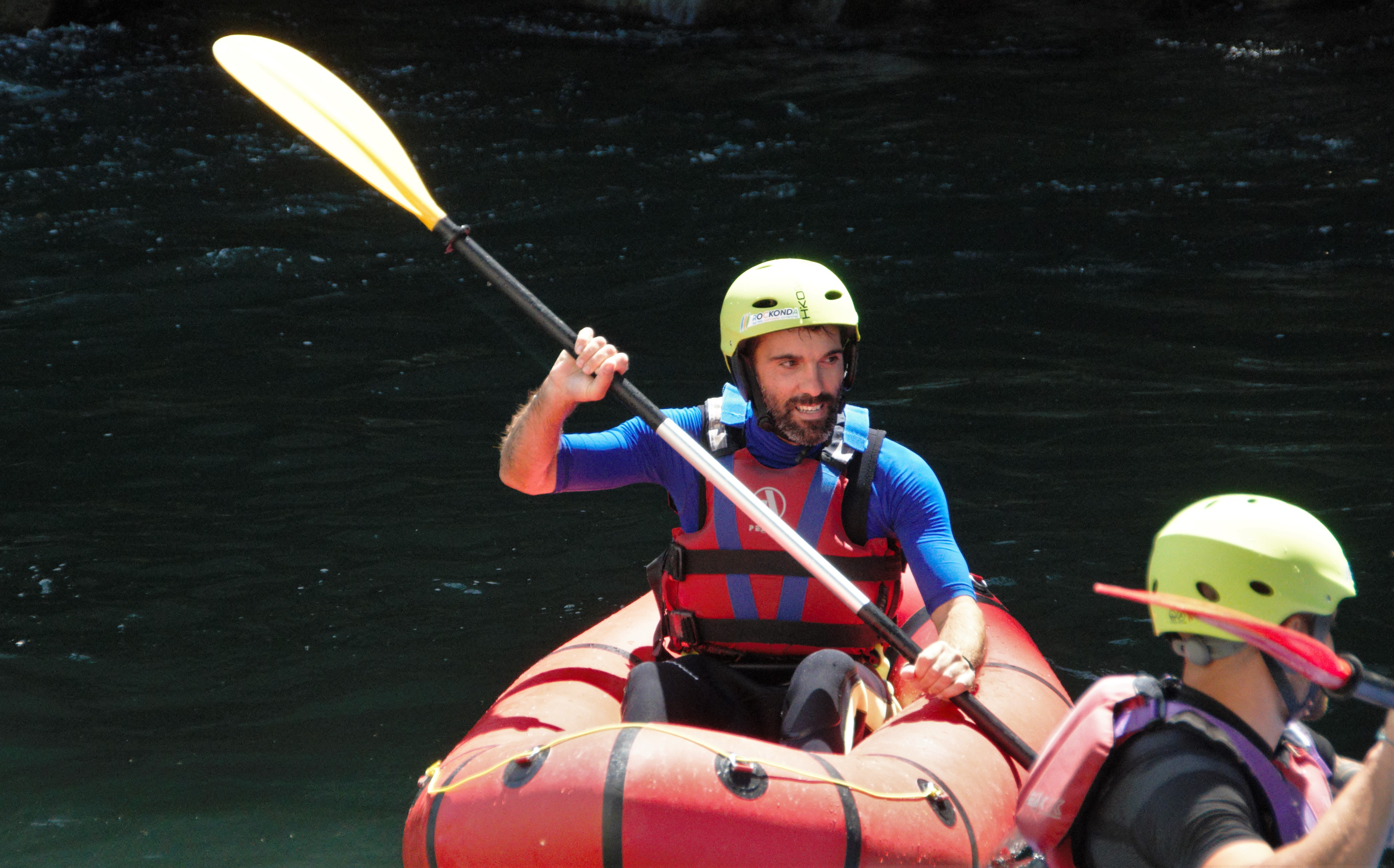
navigation en packraft

- Ouvert : généralement plus léger et moins couteux.
- Ponté : muni d'un ponton textile avec hiloire limitant les entrées d'eau, il nécessite un arceau et une jupe. Protégeant du froid et de l'eau, il est également adapté à la pratique de l'eau vive.
- Auto-videur : le sol de l'embarcation est percé de telle sorte que l'eau puisse entrer et sortir, la flottabilité de l'embarcation est assurée par les tubes. Les coussins assurant l'assise dans le packraft peuvent être rehaussés afin d'assurer une position au sec. Ce type de packrafts est particulièrement apprécié des guides en eaux vives car ils permettent une entrée et sortie de l'embarcation rapide, à l'instar des traditionnels canorafts et airboat. 

Ces packrafts peuvent être dotés d'un stockage interne permettant de placer du matériel directement à l'intérieur du boudin du packraft, d'anneaux latéraux avant ou arrière qui permettront d'y sangler un sac, du matériel de camping, un vélo ou un sac de proue étanche (bow bag). Ils seront le plus souvent équipés de coussins, de dossiers et éventuellement de cale-genoux permettant un meilleur maintien.

## Usages
Né à travers son usage dédié aux expéditions (Bateau Halkett), une diversification des pratiques s'est opérée au fil du temps. En témoignent les pratiques récentes de Bushcraft, le bike rafting (utilisation combiné du vélo et du packraft), et d'un usage plus commun tirant partie du faible volume du packraft pour l'emporter en toute circonstance.

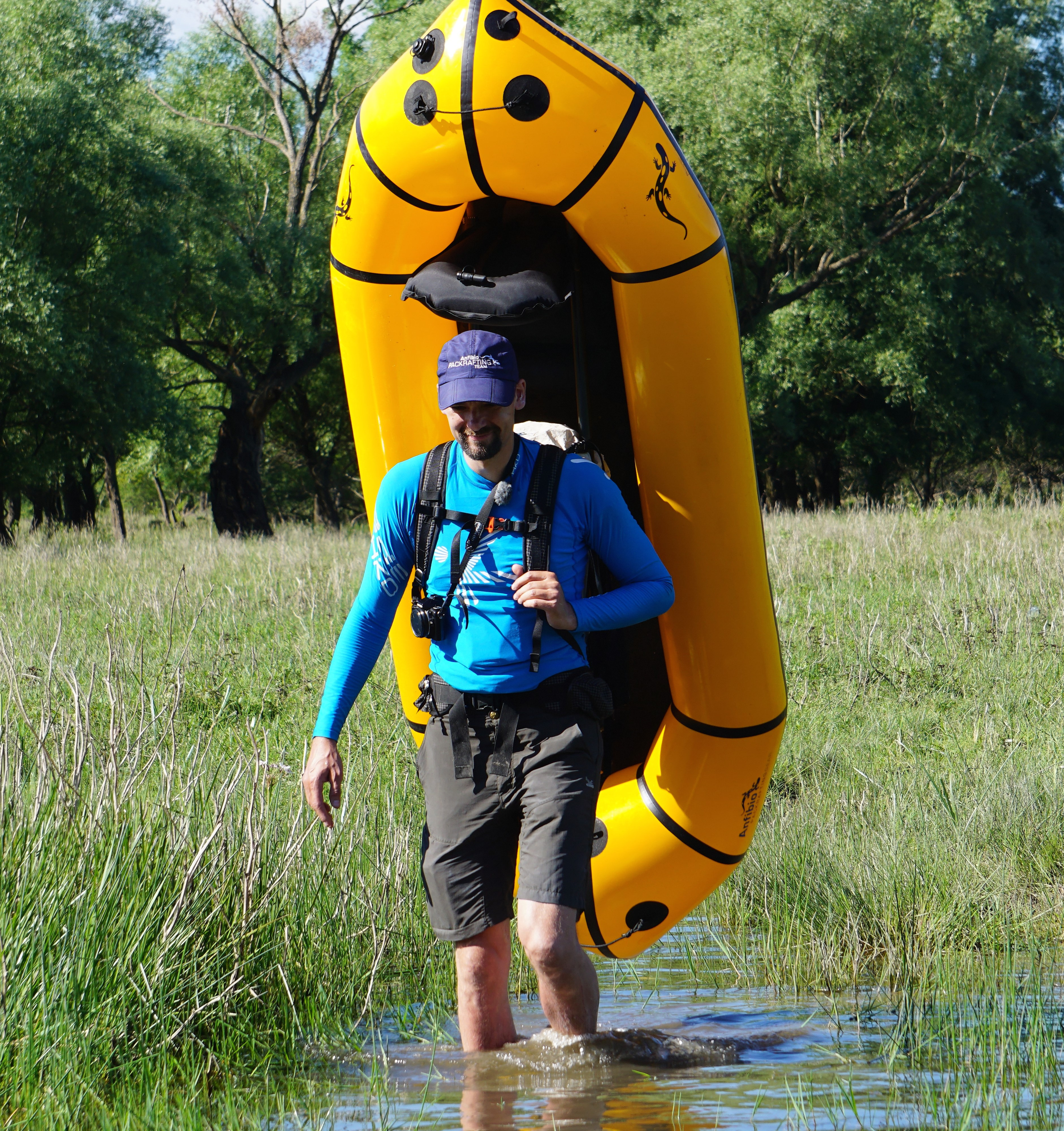
Transport sur le dos
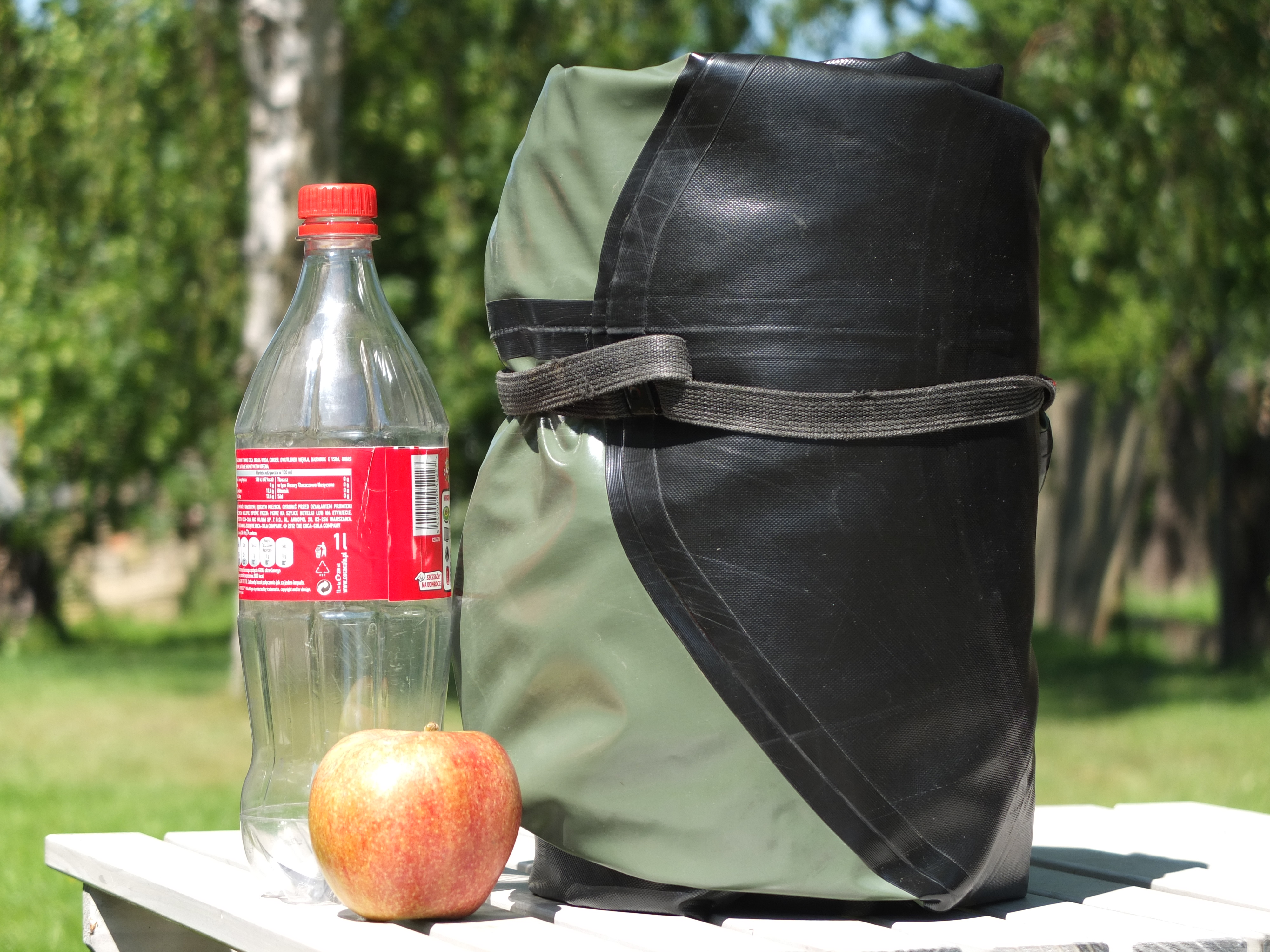
Packraft emballé